# Китаани
Китаани (груз. ყიტაანი) — село в Грузии. Находится в Гурджаанском муниципалитете края Кахетия. Высота над уровнем моря составляет 300 метров. Население — 271 человека (2014).